# Coalton (Ohio)
Pour les articles homonymes, voir Coalton.
Coalton est un village américain situé dans le comté de Jackson, dans l'Ohio. Selon le recensement de 2010, sa population est de 479 habitants.